# Wolbórz
Wolbórz is een dorp in de Poolse woiwodschap Łódź. De plaats maakt deel uit van de gemeente Wolbórz en telt 2 381 inwoners.